# Anne-Marie Imafidon
Anne-Marie Imafidon, nome completo Anne-Marie Osawemwenze Ore-Ofe Imafidon (Londra, 1990), è un'informatica, matematica e dirigente d'azienda britannica, bambina prodigio in calcolo, matematica e inglese britannico. È una dei più giovani a passare due General Certificate of Secondary Education (GCSE) in due materie diverse (matematica e informatica) mentre era studentessa di scuola primaria, all'età di 11 anni. Ha fondato ed è diventata CEO di Stemettes nel 2013, un'impresa di promozione sociale delle donne nelle carriere STEM, ed è stata insignita dell'Ordine dell'Impero Britannico (MBE) nel 2016.

## Biografia

### Origini e formazione
È nata in Inghilterra nel 1990, figlia di Chris Imafidon, oculista emigrato a Londra, e di Ann Imafidon. Lei ed i suoi 3 fratelli più piccoli, Christina e i gemelli Peter e Paula, sono tutti bambini prodigio che hanno battuto i record di età nel livello di istruzione.
Anne-Marie Imafidon ha iniziato i suoi studi alla St Saviour Church of England Primary School in Walthamstowe, Londra e dall'età di 10 anni può parlare sei lingue.
Ha poi studiato presso l'Istituto di tecnologia Lyceum a East Ham, dove è diventata la persona più giovane a ottenere una qualifica in Information Technology. All'età di 10 anni ha vinto una borsa di studio per la scuola privata St Joseph's Convent School in lettura, un anno più giovane rispetto al solito
A 13 anni, nel 2003, ha ricevuto una borsa di studio per studiare matematica presso la Johns Hopkins University. A 15 anni, nel 2005, è stata ammessa ad un corso di laurea da parte dell'Università di Oxford. A 17 anni, ha iniziato un master all'Università di Oxford e a 19 anni, nel giugno 2010, è diventata la più giovane laureata con un master.

### Carriera
Anne-Marie Imafidon ha lavorato brevemente per Goldman Sachs, Hewlett Packard e Deutsche Bank, prima di lanciare e diventare CEO di Stemettes nel 2013, per difendere il lavoro delle donne in STEM. Stemettes organizza sessioni e hackathons a sostegno delle ragazze e delle giovani donne che stanno prendendo in considerazione una carriera in ambito STEM. Nel mese di aprile 2014 è stata la principale speaker alla conferenza annuale BCS Women Lovelace Colloquium.

## Onorificenze
- BCS (British Computer Society) Giovane professionista IT dell'anno, 2013[14].
- Red Magazine, Donna dell'anno, 2014.[15]
- Punti di Luce, Premio del Primo Ministro, 2014.[16]